# Fürsorgerische Unterbringung
Die fürsorgerische Unterbringung ist eine behördliche Massnahme des Erwachsenenschutzes zur Behandlung oder Betreuung in einer stationären Einrichtung (psychiatrische Klinik, Pflegeheim) in der Schweiz. Sie hat zum 1. Januar 2013 die fürsorgerische Freiheitsentziehung abgelöst.

## Rechtsentwicklung bis 31. Dezember 2012

### Gesetzliche Regelung
Die fürsorgerische Freiheitsentziehung (abgekürzt FFE) war bis zum 31. Dezember 2012 eine Form des Freiheitsentzuges, mit dem eine Person gegen ihren Willen in eine «geeignete Anstalt» eingewiesen werden konnte.
Voraussetzung für eine fürsorgerische Freiheitsentziehung war nach dem Gesetz Geisteskrankheit, Geistesschwäche, Trunksucht, andere Suchterkrankung oder schwere Verwahrlosung, wenn der Person die nötige persönliche Fürsorge nicht anders erwiesen werden kann, und sie somit in einer geeigneten Anstalt untergebracht oder zurückbehalten werden sollte. Angeordnet und aufgehoben wurde der FFE im Regelfall von der Vormundschaftsbehörde am Wohn- oder Aufenthaltsort des Patienten.
Mit dem Bundesgesetz vom 6. Oktober 1978 über die fürsorgerische Freiheitsentziehung wurden mit Wirkung vom 1. Januar 1981
die Artikel 397a–397f in das Zivilgesetzbuch aufgenommen. Damit sollte das schweizerische Recht an die Anforderungen von Artikel 5 der Europäischen Menschenrechtskonvention (EMRK) angepasst werden.
Nachdem seit 1993 auf Expertenebene über eine Neuregelung diskutiert worden war, brachte die Regierung am 28. Juni 2006 einen Gesetzesentwurf zur Neuregelung in das Parlament ein.

«Eine Person, die an einer psychischen Störung oder an geistiger Behinderung leidet oder schwer verwahrlost ist, darf in einer geeigneten Einrichtung untergebracht werden, wenn die nötige Behandlung oder Betreuung nicht anders erfolgen kann. Die Belastung und der Schutz von Angehörigen und Dritten sind zu berücksichtigen. Die betroffene Person wird entlassen, sobald die Voraussetzungen für die Unterbringung nicht mehr erfüllt sind. Die betroffene oder eine ihr nahestehende Person kann jederzeit um Entlassung ersuchen. Über dieses Gesuch ist ohne Verzug zu entscheiden.»

Der Begriff der «fürsorgerischen Freiheitsentziehung» wurde durch das Erwachsenenschutzrecht per 1. Januar 2013 von der Bezeichnung «fürsorgerische Unterbringung» (abgekürzt FU) abgelöst. Das Rechtsinstitut wurde damit zwar nicht in den Voraussetzungen, aber hinsichtlich bestimmter Verfahrensrechte der betroffenen Personen neu geregelt.

### Verfahren der fürsorgerischen Freiheitsentziehung
In der Praxis informierte oftmals die Polizei die Vormundschaftsbehörde, da diese bei z. B. misslungenen Suizidversuchen oder Anfällen geistiger Verwirrung als erste zur Stelle ist. Die Behörde zog auch einen Arzt bei, nach Möglichkeit den Hausarzt der betroffenen Person. In Fällen von Verwahrlosung wurden die Behörden oftmals durch Nachbarn auf die Situation aufmerksam.
Die Einweisung – meist in eine psychiatrische Anstalt – erfolgte häufig in einer Mischung aus Druck und Freiwilligkeit. Es wurde nach Ende der akuten Gefahr versucht, den Eingewiesenen wenn notwendig zu einer freiwilligen Therapie zu bewegen.
Da ein Freiheitsentzug in allen Rechtsstaaten in erster Linie nur im Zusammenhang mit Straftaten zulässig ist, war der FFE klar reglementiert. Allerdings konnten die Regeln kantonal leicht unterschiedlich sein. Mancherorts musste die Existenz der Fremd- oder Selbstgefährdung durch einen Psychiater diagnostiziert werden, in anderen Kantonen konnte auch ein Notfallarzt eine Klinikeinweisung anordnen. Lag Gefahr im Verzug, war jeder zur Berufsausübung zugelassene Arzt zuständig. Der FFE musste aufgehoben werden, sobald es der Zustand des Eingelieferten erlaubte. Dieser bzw. dessen Angehörige hatten das Recht, beim zuständigen Gericht Beschwerde einzulegen, dies innert 10 Tagen nach der Mitteilung eines FFE oder nach der Abweisung eines Entlassungsgesuches.
Trotzdem blieb eine FFE eine massive Einschränkung der persönlichen Rechte und konnte auch eine spätere Therapie des Kranken nachhaltig beeinträchtigen.
Juristisch gesehen bedeutete die FFE einen verwaltungsrechtlichen Eingriff in die ansonsten grossmehrheitlich privatautonom ablaufenden Vorgänge des Zivilrechtes: Die Betroffenen konnten durch Verwaltungszwang, falls notwendig unter Beizug der Polizei, in ihren Freiheitsrechten eingeschränkt werden. Dabei ist auch ein allfälliges öffentliches Interesse (in ZGB 397a als «Belastung für ihre Umgebung» umschrieben) zu berücksichtigen, sowie vor allem das Wohl der von der FFE betroffenen Personen.
Für jede FFE war zwingend ein «Schwächezustand» erforderlich (z. B. Geisteskrankheit, Trunksucht). Zudem zwingend war eine «Selbstgefährdung» erforderlich (z. B. akute Suizidalität, psychotische Episode). Wer nur «fremdgefährdend» ist, durfte nicht mittels FFE hospitalisiert werden (z. B. gewalttätige Ehepartner im häuslichen Streit).
Eine Umplatzierung erforderte einen neuerlichen Entscheid der Vormundschaftsbehörde, der unter Beizug der Fachkommission/Vormundschaftsbehörde gefällt wurde.
Sofern die elterliche Obhut nicht entzogen ist, gilt bei Jugendlichen das Aufenthaltsbestimmungsrecht der Eltern. Jugendliche stimmten häufig einer stationären psychiatrischen Behandlung nicht zu, Eltern befürworten diese aber. Der Jugendliche kam also gegen seinen Willen, aber ohne FFE in die Klinik.
Die Zustimmung zur Behandlung ist ein höchstpersönliches Recht und kann bei bestehender Urteilsfähigkeit nicht an einen Elternteil delegiert werden.

### Kritik
Fundamentalkritik an jeder Art von "Zwangspsychiatrie" üben namentlich das Zürcher Anwaltskollektiv und der 1987 gegründete Verein Psychex.

## Erwachsenenschutzrecht
Die fürsorgerische Unterbringung bei Erwachsenen zur Behandlung oder Betreuung wegen einer psychischen Störung oder geistiger Behinderung (Art. 426-439 ZGB) ist von der fürsorgerischen Unterbringung Minderjähriger als Eingriff in die elterliche Sorge im Interesse des Kindeswohls (Art. 307-312 ZGB) zu unterscheiden. Bei Unterbringung eines Kindes in einer geschlossenen Einrichtung oder in einer psychiatrischen Klinik gelten allerdings die Bestimmungen des Erwachsenenschutzes über die fürsorgerische Unterbringung sinngemäss (Art. 314b ZGB).
Der Erwachsenenschutz des ZGB wird durch eine Ausführungsgesetzgebung der Kantone ergänzt.
Zuständigkeit und Verfahren der FU sind in Art. 430 ZGB geregelt. Die untergebrachte Person kann zu ihrer Unterstützung eine beliebige handlungsfähige Person als Vertrauensperson benennen (Art. 432 ZGB), der das Besuchsrecht, das Recht auf Akteneinsicht und Auskunft durch das Personal der Einrichtung zusteht und die an der Erstellung des Behandlungsplans mitwirken kann. Art. 439, 450 ZGB gewähren ein Beschwerderecht gegen FU-Entscheide der Erwachsenenschutzbehörde. Das zuständige Gericht haben die Kantone zu bezeichnen.
Die geschätzte Unterbringungsrate beläuft sich für die Schweiz im Jahr 2004 auf 977 pro 100 000 Einwohner. Damit lag die Schweiz hinter Deutschland und Österreich, im europäischen Vergleich aber vor vielen anderen Staaten.
Eine Verbesserung des Grundrechtsschutzes ist mit dem Ausbau des Rechtsschutzes im Erwachsenenschutzrecht aufgrund weiterhin zahlreicher Zwangseinweisungen nur zum Teil gelungen.